# ميغيل نافارو (لاعب كرة قدم)
ميغيل نافارو (بالإسبانية: Miguel Ángel Navarro)‏ هو لاعب كرة قدم فنزويلي في مركز الدفاع، ولد في 26 فبراير 1999 في ماراكايبو في فنزويلا.